# Noedelman N-57
De Noedelman N-57 (ook OKB-16-57 genoemd) was een prototype snelvuurkanon van kaliber 57 mm door Aleksandr Noedelman van experimenteel constructiebureau OKB-16 na de Tweede Wereldoorlog ontworpen als boordgeschut voor de onderscheppingsjager Mikojan-Goerevitsj MiG-9 van de luchtmacht van de Sovjet-Unie.
Vanwege de problemen met de terugslag van de lichtere 45 mm Noedelman-Soeranov NS-45 op de Iljoesjin Il-2 werd de N-57 geschrapt en de MiG-9 werd bewapend met de beproefde maar lichtere 37 mm Noedelman N-37.

## Specificaties
- Aantal lopen: 1
- Terugslag: ja
- Granaat: 57 mm x 160 mm
- Vuursnelheid: 57 schoten/min
- Mondingssnelheid: 550 m/s